# Pavel Kropáček
Pavel Kropáček (30. října 1915, Praha – 27. února 1943, Osvětim) byl český historik umění a protinacistický odbojář. Jeho hlavním zájmem byla oblast gotického malířství. Kvůli své odbojové činnosti byl v 27 letech zavražděn v Osvětimi.

## Život
Otec Pavla Kropáčka Petr Kropáček (1889–1931) byl pokrokový architekt a divadelní scénograf a režisér (pseudonym Pavel Neri), matka pracovala jako knihovnice, editorka a překladatelka. Bratr Jan Kropáček (1920–2001) byl jevištní a kostýmní výtvarník.
Po maturitě na gymnasiu v Praze Pavel Kropáček vystudoval dějiny umění a filozofii na Karlově Univerzitě (prof. A. Matějček, J. Květ, J. Mukařovský) a roku 1939 obhájil doktorát. Již jako jednadvacetiletý se podílel pod vedením A. Matějčka na přípravě rozsáhlé publikace Česká malba gotická. Publikoval v časopisech Volné směry , Památky archeologické, ve Světozoru a levicových novinách.
V roce 1938 navštívil výstavu Zvrhlého umění (Entartete Kunst), kterou v Berlíně uspořádali nacisté a publikoval článek, ve kterém obhajoval moderní německý expresionismus.
Podnikl i další krátkodobé zájezdy do ciziny, kde studoval zejména nizozemské malířství.
Byl teoretikem skupiny Sedm v říjnu, se kterou připravil v letech 1939–1941 tři výstavy v Topičově salonu a napsal k nim úvodní texty.
Za války se aktivně zapojil do protinacistického odboje jako aspirant na členství v ilegálním Národním revolučním výboru inteligence, který se chystal založit Vladislav Vančura spolu s Bedřichem Václavkem. Kropáček byl tajemníkem legálního Klubu umělců sídlícího v Mánesu a působil jako spojka mezi Prahou a Zbraslaví, kde Vančura žil. Po udání Jaroslava Mirka-Klecana, pověřeného J. Fučíkem, aby tyto aktivity koordinoval s ilegální KSČ, byl Kropáček 30. dubna 1942 spolu s dalšími intelektuály zatčen, vězněn na Pankráci a nakonec v 27 letech zavražděn v Osvětimi. V roce 1942 namaloval jako pietní vzpomínku za umučeného Pavla Kropáčka obraz Pocta mrtvému příteli Josef Liesler.

## Dílo
Pavel Kropáček je autorem velké části katalogových textů (celkem 109) v monumentální publikaci prof. Antonína Matějčka, Česká malba gotická. Následně soustředil své badatelské úsilí na deskovou malbu první poloviny 15. století, ale jeho kniha Malířství doby husitské (1940), zahrnující detailní analýzu řady děl, byla vydána až posmrtně roku 1946. Kropáček se zasloužil o určení obrazu Zbraslavské madony jako gotického originálu, když při pečlivém zkoumání objevil pentimenti.
Kropáček rovněž publikoval studii o severofrancouzské knize modliteb ze zámku ve Strážnici a určil její vznik do první poloviny 15. století. Jeho zájem o evropské umění se soustředil na nizozemské malířství v širokém rozpětí od Hieronyma Bosche a Pietera Brueghela, přes Jana Vermeera  po Vincenta van Gogha.
Kropáček se zabýval umělecko-filozofickými otázkami ve vztahu k historii umění, úlohou a novou definicí pojmu formalismus, protikladem intimního a monumentálního umění.
Podle Josefa Vojvodíka je Umělecko-estetické myšlení historika umění Pavla Kropáčka v odborné literatuře spojováno v prvé řadě se strukturalismem a s (domněle) marxistickými východisky. Při pozorné četbě jeho úvah a pojednání vystoupí však do popředí výrazně jiná tvář Pavla Kropáčka: tvář vášnivého obhájce nové monumentality a heroického patosu v umění, spojeného s představou neopakovatelné výlučnosti tvůrce umění.

### Publikace
- Pavel Kropáček, Jan Vermeer, Melantrich Praha, 1939
- Pavel Kropáček, Malířství doby husitské: česká desková malba prvé poloviny XV. století, Česká akademie věd a umění Praha, 1946
- Matějček A. a kol., Česká malba gotická, Melantrich Praha, 1950